# Преобразование (математика)
Преобразование  — отображение (часто биекция) множества в себя обычно сохраняющее некую структуру.
Однако иногда преобразованиями могут называть отображения, переводящие некоторое множество в другое множество (например, Преобразование Лапласа, Преобразование Фурье).

## Типы преобразований
- Линейное преобразование
  - Ортогональное преобразование
  - Преобразование подобия
- Аффинное преобразование
  - Гомотетия
  - Изометрические преобразования
    - Параллельный перенос
    - Отражение
    - Поворот
- Преобразование координат
- Конформное отображение